# Igli
Igli (franska: Igli (CR), Igli (Commune Rurale), arabiska: ادا وكماض) är en kommun i Marocko.   Den ligger i provinsen Taroudannt och regionen Souss-Massa, i den centrala delen av landet, 400 km söder om huvudstaden Rabat. Antalet invånare är 10 021.